# Renault Trucks
A Renault Trucks constitui a segunda empresa do Grupo Volvo, cuja dinâmica de actividade no ramo dos caminhões assenta-se no desenvolvimento específico das marcas Volvo, Renault e Mack.
A Renault Trucks é uma empresa de origem francesa, sediada em Lyon, dedicada à fabricação de veículos industriais, tanto ligeiros com pesados. Foi criada pela Renault com o nome "Renault Veículos Industriais". A Renault Trucks foi comprada pelo grupo sueco AB Volvo em 2 de janeiro de 2001.
A Renault Trucks está implantada em mais de 100 países diferentes nos cinco continentes. A concepção e a construção dos veículos, assim como a produção de componentes, são realizadas em França.

## Veículos

### Gama entrega
- Renault Master - fabricado pela Renault e vendido em alguns mercados pela Renault trucks.
- Renault Mascott

### Gama distribuição
- Renault Midler
- Renault Premium

### Gama construção
- Renault Kerax
- Renault Premium Lander

### Gama longa distância
- Renault Premium Route
- Renault AE/Magnum
- Renault T

## Vendas
Em 2018 a Renault Trucks vendeu 54,868 veículos.
Na França vendeu 23,581 unidades, no resto da Europa vendeu 26,830 unidades e no Resto do Mundo vendeu 4,457 unidades.
No mercado Europeu a Quota de Mercado é a seguinte: Acima das 6 ton:8.5% ; das 6 ton às 16 ton:6.2% : acima das 16 ton:8.9%.
No mercado Francês a quota de mercado é de 28.1%.